# La macchina morbida
La macchina morbida (The Soft Machine) è un romanzo dello scrittore statunitense William S. Burroughs, pubblicato nel 1961 (nella francese Olympia Press) e rivisto per nuove edizioni del 1966 (Grove Press) e 1968 (John Calder). Una quarta edizione restaurata con un capitolo mancante è uscita a cura di Oliver Harris nel 2014.
Il racconto è basato su un manoscritto, redatto a Tangeri dal 1954 al 1958 dal titolo The Word Hoard, ed utilizza la tecnica del cut-up.
Si è soliti considerare il romanzo come parte di una trilogia denominata Trilogia Nova composta da La macchina morbida (1961) e proseguita da Il biglietto che esplose (1962) e da Nova Express (1964). Pasto nudo (1959) è considerato l'antefatto di questi libri.
Il titolo si riferisce al corpo umano ed il tema del libro è di come certi meccanismi di controllo invadano la sua esistenza. Lo stile riprende quello di Pasto nudo (Naked Lunch), precedente di due anni. Per l'edizione britannica l'autore ha aggiunto un'appendice con resoconti sul proprio abuso di morfina, come una sorta di malattia del metabolismo dal quale è poi riuscito a sfuggire.

## Personaggi
I personaggi fanno parte di tre categorie:
- Già apparsi nei romanzi precedenti: Junkie, Queer e Naked Lunch:
  - Dr Benway, Clem Snide, Sailor, Bill Gains, Kiki e Carl Peterson.
- Associati in trilogia con i seguenti The Ticket That Exploded e Nova Express:
  - Mr Bradly, Mr Martin, Sammy il macellaio, Green Tony, Izzy the Push, Willy il topo/Uranian Willy, l'agente K9 e l'ispettore di polizia J. Lee, oltre alle razze aliene The Venusians/Green Boys (Johnny Yen, Contessa di Vile) e The Uranians/Blue heavy metal boys.
- Riciclati da opere di altri autori:
  - Jimmy Sheffields (dal romanzo Fury di Henry Kuttner);
  - Salt Chunk Mary (dal romanzo You Can't Win di Jack Black);
  - Danny Deaver (dalla poesia omonima di Rudyard Kipling);
  - Billy Budd e il capitano Vere (dal racconto Billy Budd di Herman Melville).

## Influenze culturali
- Il titolo dell'opera ha ispirato il nome della band inglese Soft Machine[2].

## Edizioni
- William S. Burroughs, La morbida macchina, traduzione di Donatella Manganotti, introduzione di Giansiro Ferrata, I giorni n. 13, Milano, Sugar, 1965.
- William S. Burroughs, La morbida macchina, traduzione di Donatella Manganotti, introduzione di Giansiro Ferrata, Tasco n. 10, Milano, SugarCo, 1978.
- William S. Burroughs, La morbida macchina, traduzione di Donatella Manganotti, Tasco Letteratura n. 22, Milano, SugarCo, 1994, ISBN 88-7198-070-0.
- William S. Burroughs, La macchina morbida, traduzione di Katia Bagnoli, Fabula n. 154, Milano, Adelphi, 2003, ISBN 88-459-1790-8.